# Let Your Soul Be Your Pilot
Let Your Soul Be Your Pilot is een nummer van de Britse muzikant Sting uit 1996. Het is de eerste single van zijn vijfde soloalbum Mercury Falling.
Het nummer werd in 1997 genomineerd voor een Grammy Award in de categorie "Best Male Pop Vocal Performance", maar verloor van Change the World van Eric Clapton. "Let Your Soul Be Your Pilot" werd vooral een grote hit in het Verenigd Koninkrijk, waar het de 15e positie bereikte. In Nederland had het nummer minder succes met een 11e positie in de Tipparade.